# 光德镇
光德镇，是中华人民共和国广东省梅州市大埔县下辖的一个乡镇级行政单位。

## 行政区划
光德镇下辖以下地区：
光德社区、上漳村、下漳村、九社村、雷峰村、砂坪村、上礤村、澄坑村、上澄村、富岭村和上坪村。